# Hemiramphidae
Die Hemiramphidae, im deutschen oft Halbschnäbler oder Halbschnabelhechte genannt, sind Fische aus der Ordnung der Hornhechtartigen (Beloniformes). Es gibt über 60 Arten in acht Gattungen.
Die Tiere leben in tropischen und subtropischen Zonen im Atlantik, im Indischen Ozean und im Pazifik. Süßwasserarten kommen hauptsächlich in Südamerika vor. Halbschnäbler leben räuberisch und jagen kleine Fische, Süßwasserarten auch Insekten an der Wasseroberfläche. Mit ihrem oberständigen Fischmaul sind sie an diese Lebensweise adaptiert.

## Merkmale
Die verschiedenen Arten der Hemiramphidae werden zwischen 5 Zentimeter und 55 Zentimeter (Hemiramphus brasiliensis) lang. Unverwechselbares Kennzeichen ist der stark verlängerte Unterkiefer, der die Länge des Oberkiefers um ein Vielfaches übertrifft. 
Dieses Merkmal tritt bei allen Gattungen im Jungfischstadium auf und bei den meisten Gattungen auch bei den adulten Tieren (Ausnahme z. B. Oxyporhamphus). Die verwandten Fliegenden Fische (Exocoetidae) besitzen keine verlängerten Kiefer, bei den Hornhechten (Belonidae) sind beide Kiefer verlängert. Die Praemaxillare (Oberkieferknochen) ist zugespitzt und dreieckig. Das dritte Paar der oberen Pharyngealknochen ist zu einer Knochenplatte verwachsen. Die Nasenöffnungen liegen in einer Grube vor den Augen. Die Flossen haben keine Stachelstrahlen. Brust- und Bauchflossen sind kurz. Rücken- und Afterflosse befinden sich weit hinten am Körper. Die bauchständigen Bauchflossen werden von sechs Weichstrahlen gestützt. Bei einigen Arten ist der untere Lobus der Schwanzflosse länger als der obere. Die Seitenlinie  beginnt an der Brustflossenbasis und verläuft dann nach unten, nah der Bauchlinie. Die Schuppen sind cycloid und leicht ablösbar. Die Anzahl der Wirbel liegt bei 38 bis 75 (Ausnahme 18 bis 25 bei Arrhamphus). Die Parapophysen, ein Fortsatz auf der Unterseite der Wirbeln, sind gegabelt. 
Alle Arten der Hemiramphidae leben nah der Wasseroberfläche und ihre Färbung weist eine Konterschattierung auf um sie in diesem weitgehend deckungslosen Lebensraum zu tarnen. Sie sind meist bläulich oder grünlich am Rücken und silbrig an den Körperseiten und am Bauch. Die Spitze des Unterkiefers ist bei den meisten Arten auffällig rot oder orange. Gelaicht wird im Flachwasser, die Eier bleiben an Algen, Tangen und höheren Wasserpflanzen kleben. Im Unterschied zu den Zenarchopteridae haben die Hemiramphidae eine äußere Befruchtung.

## Systematik
Eine phylogenetische Studie aus dem Jahre 2004 verwirft die Monophylie der Hemiramphidae. Die Halbschnäbler bestehen danach aus in drei Kladen. Die erste, mit den Gattungen Euleptorhamphus, Hemiramphus und Oxyporhamphus, ist die Schwestergruppe der Fliegenden Fische (Exocoetidae). Eine zweite Halbschnäblerklade mit den Gattungen Arrhamphus und Hyporhamphus ist die Schwestergruppe einer Klade aus den Hornhechten (Belonidae) und den Halbschnäblergattungen Dermogenys, Hemirhamphodon und Nomorhamphus, der dritten Halbschnäblerklade. Letztere, bisher als Unterfamilie Zenarchopterinae innerhalb der Halbschnäbler geführt, gewann anschließend Familienstatus. Für die zweite Halbschnäblerklade wurde der Familienname Hyporhamphidae vorgeschlagen.

## Gattungen und Arten
Hemiramphidae Sensu stricto

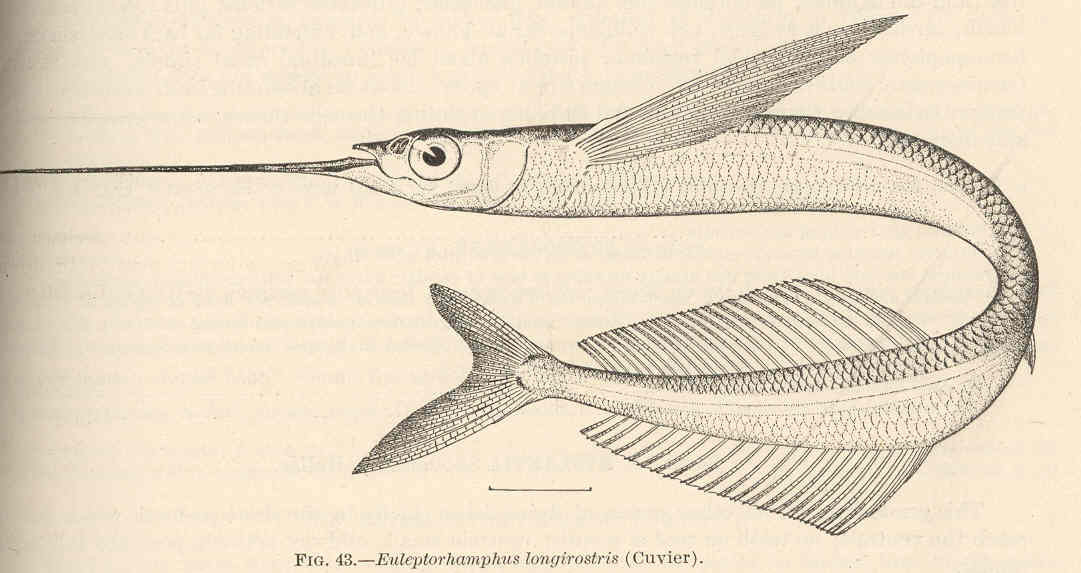
Euleptorhamphus viridis

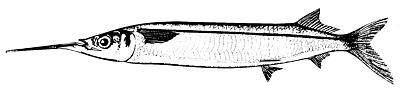
Hemiramphus brasiliensis

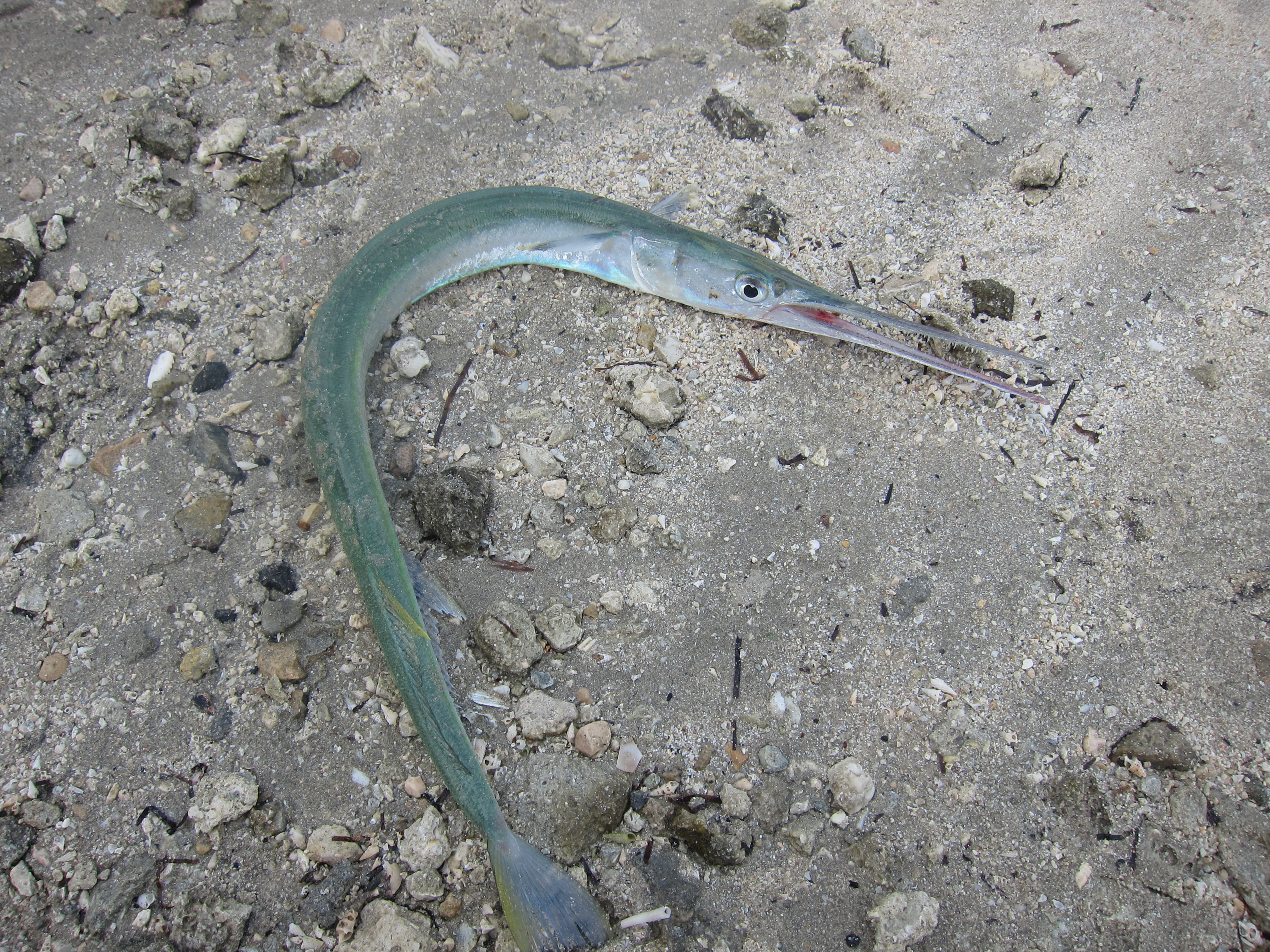
Rhynchorhamphus georgii

- Gattung Euleptorhamphus Gill, 1859
  - Euleptorhamphus velox Poey, 1868
  - Euleptorhamphus viridis (van Hasselt, 1823)
- Gattung Hemiramphus Cuvier, 1816
  - Hemiramphus brasiliensis
  - Hemiramphus balao
  - Hemiramphus convexus Weber & de Beaufort, 1922
  - Hemiramphus far
  - Hemiramphus lutkei
  - Hemiramphus marginatus
  - Hemiramphus robustus
  - Hemiramphus saltator
- Gattung Oxyporhamphus Gill, 1864
  - Oxyporhamphus micropterus (Valenciennes in Cuvier & Valenciennes, 1847)
- Gattung Rhynchorhamphus Fowler, 1928
  - Rhynchorhamphus arabicus Parin & Shcherbachev, 1972
  - Rhynchorhamphus georgii (Valenciennes in Cuvier & Valenciennes, 1847)
  - Rhynchorhamphus malabaricus Collette, 1976
  - Rhynchorhamphus naga Collette, 1976

„Hyporhamphidae“
- Gattung Arrhamphus Günther, 1866Hyporhamphus unifasciatus

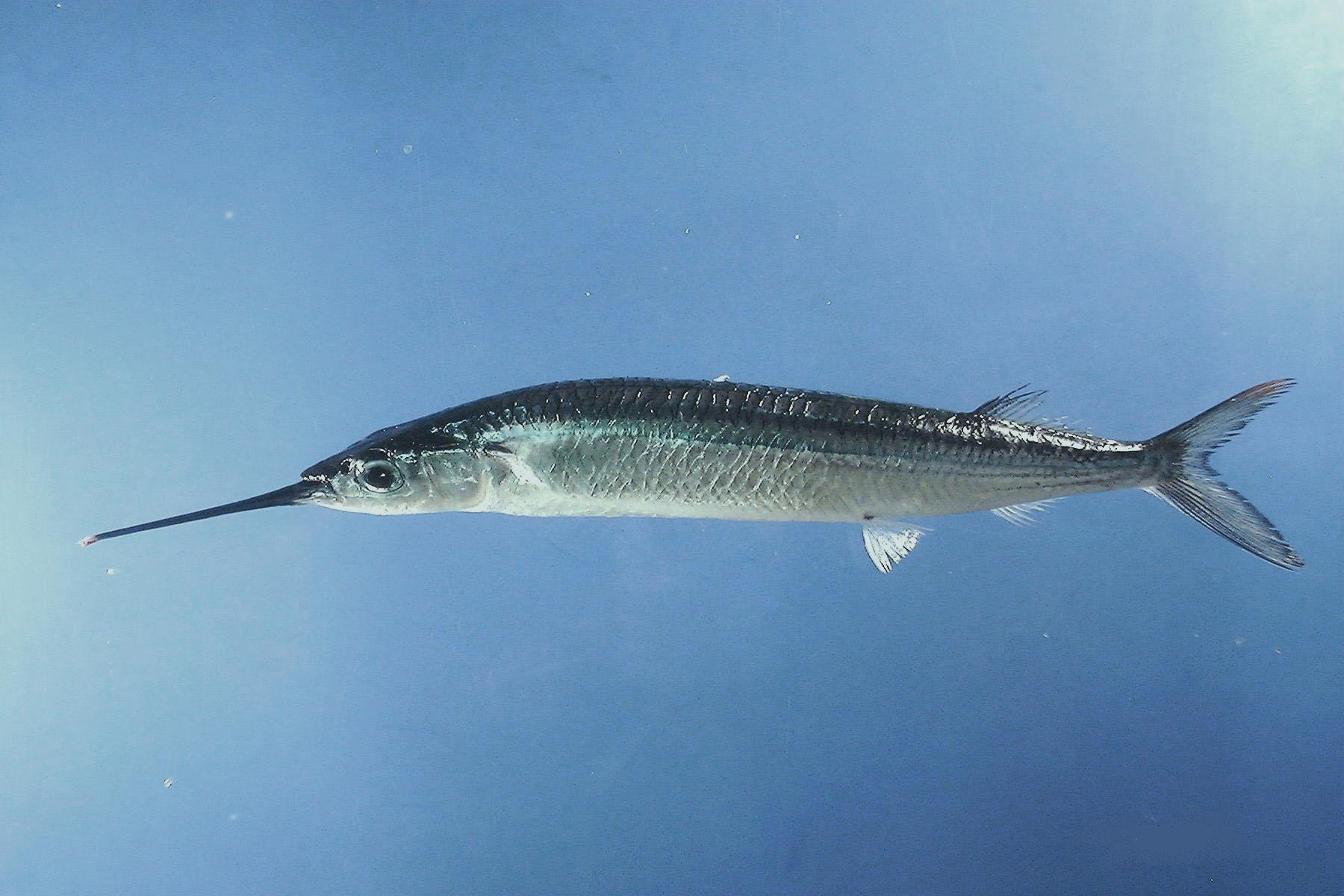
Hyporhamphus unifasciatus

  - Arrhamphus krefftii (Steindachner, 1867)
  - Arrhamphus sclerolepis Günther, 1866
- Gattung Chriodorus Goode & Bean, 1882
  - Chriodorus atherinoides Goode & Beane, 1882
- Gattung Hyporhamphus Gill, 1859
- Gattung Melapedalion Fowler, 1934
  - Melapedalion breve (Seale, 1910)